# Innocent Hamga
 (février 2010).
Si vous disposez d'ouvrages ou d'articles de référence ou si vous connaissez des sites web de qualité traitant du thème abordé ici, merci de compléter l'article en donnant les références utiles à sa vérifiabilité et en les liant à la section « Notes et références ».
Innocent Hamga est un footballeur international camerounais né le 8 mai 1981 à Edea. Il évoluait au poste de défenseur.
Innocent Hamga était international camerounais (22 sélections et 2 buts entre 2000 et 2005). Il a remporté la Coupe d'Afrique des nations 2000 avec le Cameroun.

## Carrière
- Rail Douala  Cameroun
- Cotonsport Garoua  Cameroun

- 1999-00 : FC Barcelone B  Espagne
- 2000-01 : Espanyol Barcelone  Espagne
- 2001-02 : FC Martigues  France
- 2002-03 : FC Martigues  France
- 2003-04 : Lech Poznań  Pologne
- 2004-05 : Olympique de Marseille B  France
- 2005-06 : SO Cassis Carnoux  France
- 2006-07 : Croix de Savoie  France
- 2007-08 : Cotonsport Garoua  Cameroun